# Jocelyn Birch Burdick
Jocelyn Birch Burdick (Fargo, 1922. február 6. – Fargo, 2019. december 26.) az Amerikai Egyesült Államok szenátora (Észak-Dakota, 1992).